# 博罗霍 (水果)
博罗霍（学名：Alibertia patino），是茜草科中的一種雌雄异株植物。博罗霍生长在热带雨林中，它是少数果实可食用的茜草科植物。哥伦比亚达连雨林生态区（Darién moist forests）是博罗霍的原产地。哥伦比亚西北部的乔科省、厄瓜多尔西北部的埃斯梅拉达斯省、巴拿马、委內瑞拉和哥斯达黎加也有博罗霍。
Borojó一词为安贝拉语（Emberá languages），意思是圆形或球状的果实（boro=头部、 jo=果实）。

## 生长环境
博罗霍的树皮为灰褐色，除了主干外，有时也会长出两到三根小干。博罗霍虽然需要在高湿（湿度85%以上）和高温（平均至少25 °C）环境下生长，但也可以承受短暂的受霜冻和洪水。

## 果实
博罗霍有棕色圆形的果实，果实很大（约12厘米长、平均重740-1000克）。果肉占总重量的88%，一颗果实含有90到640粒种子。果实含有丰富的蛋白质、抗坏血酸、钙和铁，磷含量也很高。 据说果实可壮阳，也可以用于制作果酱、葡萄酒、甜点和古老药物。当地社区也用它来治疗高血压、支气管疾病和营养不良。网上贩售含有博罗霍提取物的保健食品。
罗格斯大学展开了一项研究（Nutropical公司委托），发现用Folin-Ciocalteu测试法测得博罗霍果粉中含有大量多酚，研究人员认为测得的是一种新结构多酚。目前研究人员仍在努力鉴定该化合物，用以阐明化学结构。研究人员还发现果实的ORAC值超过54 μmolTE/g（5400 μmolTE/100g），但没有说明鉴定的是哪种形态的果实（如新鲜果实、冻干、干燥喷雾等）。外界所说的壮阳功效有其科学依据。

## 种植
约有3,000公顷的土地种植博罗霍。

## 相关植物
Alibertia sorbilis和博罗霍非常相似，同样用于商业用途。博罗霍的茜草科野生种有亚马逊灌木（Amazonas borojo）和Duroia maguirei ，它们可长到8米，果实较小可食用。

## 更多閱讀
- Cuatrecasas, José 1948: "Borojoa, un nuevo género de Rubiáceas"; Revista de La Academia Colombiana de Ciencias Exactas Físicas y Naturales VII (28): 474-477. Bogotá.
- Cuatrecasas, José y Víctor Manuel Patiño 1949: Una nueva fruta tropical americana: el borojó. Secretaría de Agricultura y Ganadería. Servicio de Divulgación. Serie Botánica Aplicada. Año II. N°. 5. Cali. Imprenta Departamental.
- Persson, Claes 2000: "Phylogeny of the Neotropical Alibertia group (Rubiaceae), with emphasis on the genus Alibertia, inferred from ITS and 5S ribosomal DNA sequences"; American Journal of Botany 87:1018-1028.
- Robbrecht, E., and C. Puff. 1986: "A survey of the Gardenieae and related tribes (Rubiaceae)"; Botanische Jahrbücher für Systematik, Pflanzengeschichte und Pflanzengeographie 108: 63–137.
- Schumann, K. 1891: "Rubiaceae"; Die natürlichen Pflanzenfamilien 4(4): 1–154; A. Engler and K. Prantl [eds.],  Engelmann, Leipzig, Germany.